# رودریگو کوردیرو
رودریگو کوردیرو (انگلیسی: Rodrigo Cordero؛ زادهٔ ۴ دسامبر ۱۹۷۳) یک بازیکن فوتبال اهل کاستاریکا است.
وی همچنین در تیم ملی فوتبال کاستاریکا بازی کرده است.